# Parafia św. Józefa w Webster
Parafia św. Józefa w Webster (ang. St. Joseph's Parish) parafia rzymskokatolicka  położona w Webster, Massachusetts, Stany Zjednoczone.
Jest ona jedną z wielu etnicznych, polonijnych parafii rzymskokatolickich w Nowej Anglii z mszą św. w j. polskim dla polskich imigrantów.
Parafia została dedykowana św. Józefowi
Została założona w 1887 roku jako pierwsza rzymskokatolicka parafia przeznaczona dla polskich imigrantów w Nowej Anglii.
11 października 1998 r. kościół parafialny został podniesiony do godności bazyliki przez papieża Jana Pawła II.

## Historia parafii
Imigranci z Polski przybyli do tej części Stanów Zjednoczonych z kraju, po upadku powstania styczniowego z 1863 roku. Nowi imigranci początkowo uczęszczali na mszę św. w kościele św. Ludwika w Webster, wspierani przez polskich duchownych ze stanu Nowy Jork.
Ponieważ liczba imigrantów ciągle wzrastała, za zgodą biskupa z Springfield, Massachusetts, nowy parafia pw. św. Józefa (St. Joseph's Parish (ang.)) została ustanowiona w 1887 roku.

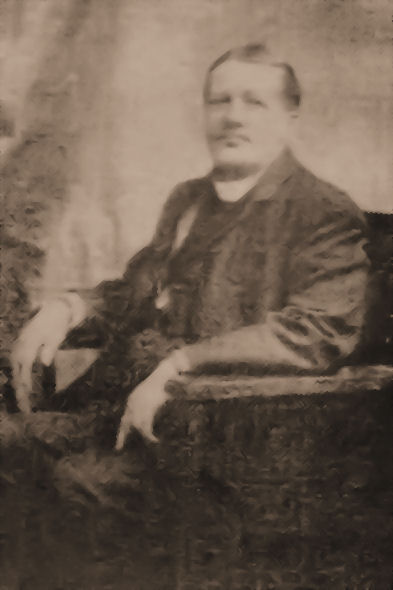
Ks. Franciszek Chałupka – Założyciel pierwszej parafii polonijnej w Nowej Anglii

Pierwszym proboszczem był absolwent Seminarium Orchard Lake ks. Franciszek Chałupka. Dzięki hojności i ciężkiej pracy tych pierwszych imigrantów ks. Chałupka był w stanie nie tylko spłacić zadłużenia parafii, ale także nabyć teren pod budowę szkoły parafialnej, którą otwarto we wrześniu 1892 roku, prowadzoną przez Zgromadzenie Sióstr Felicjanek. Uznając potrzebę posiadania ostatecznego miejsca spoczynku na ziemi, został zakupiony teren w 1903 roku przy Worcester Road na cmentarz parafialny.

## Duszpasterze
- ks. Franciszek Chałupka (1887-1908)
- ks. Stanisław Łączyński
- ks. Wacław Lenz
- o. Tarnowski OFMConv
- o. Czeluśniak OFMConv
- o. Bok OFMConv
- o. Jaskulski OFMConv
- ks. prałat Anthony Cyran (1910–1935)[1].
- ks. dr prałat Andrew Lekarczyk (1935-1965)
- ks. prałat Stanislaus Kubik (1965-1983)
- ks. Thaddeus Stachura (1983-1993)
- ks. prałat Anthony Czarnecki (1993-2019)
- ks. Grzegorz Chodkowski (2019- obecnie)

## Szkoła
Szkoła św. Józefa (ang. St Joseph School) powstała w 1892 roku. Zgromadzenia Sióstr Felicjanek, których głównym zadaniem była edukacja, zostały zaproszone z Polski jako personel szkoły. Była to ich pierwsza placówka misyjna w Nowej Anglii, którą kontynuują do dziś.
W pierwszym roku działalności do szkoły uczęszczało 90 dzieci, a ich liczba zwiększyła się w 1906 roku do 500, wskazując na gwałtowny wzrost parafii w ciągu jednego dziesięciolecia. W 1924 roku pożar zniszczył budynek szkolny, pozostawiając 1100 dzieci bez sal. Pod przewodnictwem proboszcza ks. Cyran Anthony, nowa, 20 klasowa szkoła została wybudowana i otwarta w 1925 roku. liczba uczniów w Szkole św. Józefa stale rosła, osiągając swój szczyt 1105 uczniów i 18 nauczycieli w 1928 roku. Niestety w 1992 roku, w 100-lecie parafii, zarejestrowanych było tylko 197 dzieci.

## Bazylika
Bazylika jest unikalną sakralną budowlą wpasowaną w krajobraz Nowej Anglii. Jego neogotyckie struktury i bogata dekoracja artystyczna wnętrz, podkreśla  poświęcenie, dumę i wiarę swoich przodków. Architektem był John William Donahue z Springfield, Massachusetts, który przez wiele lat był oficjalnym architektem katolickiej diecezji Springfield.

Interakcja sztuki i światła, symetria linii i cieni, wdzięczna kolumnada i monumentalne i dekoracyjne marmurowe kolumny nadają poczucie stabilności, bezpieczeństwa i trwałości.
Uznanie jej jako 35 bazyliki w Stanach Zjednoczonych spowodowało zaciśnięcie bliskich stosunków ze Stolicą Apostolską. Papieskie symbole są zarówno na witrażach w kościele jak i na elewacji głównego wejścia, wskazujące silną lojalność i posłuszeństwo wobec nauki Kościoła katolickiego i papieża.
Bazylika św. Józefa ma przywilej do przyznawania odpustu, czyli umorzenia doczesnych kar za grzechy, które zostały wcześniej wyznane.
Tymi dniami odpustu są: święto katedry św. Piotra (22 lutego), w uroczystość świętych św. Piotra i Pawła (29 czerwca), w rocznicę wyboru papieża Jana Pawła II (16 października 1978), daty wybudowania kościoła (11 października) oraz w święto św. Józefa (19 marca).